# Ignasi Garcia Clavel
Ignasi Garcia Clavel   (Barcelona, 1943) és un educador i polític català. Ha estat director general de presons de la Generalitat de Catalunya del 1990 al 1999 i primer responsable de la Direcció General d'Afers Religiosos.

## Biografia
Va néixer al barri de la Sagrera de Barcelona en plena postguerra. De seguida es va vincular a diverses entitats parroquials i socials del barri. Llicenciat en Filologia, va ser professor i director durant onze anys de l'escola de Sant Felip Neri de Barcelona, fins al 1984.
Gerent a l'Institut Català de Joventut des del 1985 i durant cinc anys, es va fer militant de CDC el 1986. Jordi Pujol el va nomenar director general de presons del govern el 1990. Pasqual Maragall li va oferir continuar en el càrrec si accedia a la presidència de la Generalitat de Catalunya. Va promoure un model penitenciari impulsant la reinserció i vetllant per millorar les condicions de vida dels presos. Va estar al capdavant del càrrec fins al desembre de 1999, quan va ser apartat del càrrec per les discrepàncies personals i pressions de la consellera de Justícia Núria de Gispert. En aquell moment comptava amb el suport dels sectors progressistes de la judicatura i les crítiques dels sindicats per tractar directament amb els presos i rebre'ls personalment quan li ho demanaven amb una actitud titllada de paternalista. Per exemple, la seva actitud de proximitat amb Juan José Moreno Cuenca, El Vaquilla, va ser tant criticada com aplaudida. Feia poc que hi havia hagut unes dures negociacions amb els sindicats. Poc després fou nomenat delegat territorial del Govern català a Barcelona.
El mateix 1999 el síndic de greuges, Rafael Ribó, el va nomenar coordinador de seguretat pública per tramitar les queixes relacionades amb els serveis penitenciaris, les policies locals, els Mossos d'Esquadra, el Cos Nacional de Policia i la Guàrdia Civil. Va ser el primer director de la Direcció General d'Assumptes Religiosos del Govern de la Generalitat de Catalunya, del 2000 al 2004, des d'on va promoure el diàleg interreligiós i impulsar el primer mapa religiós de Catalunya. És president de la Fundació d'Escoles Parroquials des del 2005 i un dels fundadors del mitjà de comunicació Catalunya Religió el 2009.
El 2023, va rebre el reconeixement del Govern de Catalunya amb la Creu de Sant Jordi.